# Miohippus
Miohippus (Marsh, 1874)  (che significa "cavallo piccolo") era un genere di cavallo preistorico che è esistito più a lungo della maggior parte degli Equidi. Miohippus viveva nell'attuale Nord America durante il tardo periodo dell'Eocene fino al tardo Oligocene. Secondo il Museo di Storia Naturale della Florida, Othniel Charles Marsh ha inizialmente creduto che Miohippus fosse vissuto durante il Miocene e che così chiamasse il genere usando questa non corretta conclusione. Ricerche più recenti dimostrano che Miohippus effettivamente visse durante il periodo dell'Eocene.

## Tassonomia
La specie tipo di Miohippus, M. annectens, è stata nominata da Marsh nel 1874. È stata classificata come membro della sottofamiglia Anchitheriinae seguendo MacFadden (1998).

### Elenco delle specie
- M. anceps (Marsh, 1874)
- M. annectens (Marsh, 1901)
- M. assiniboiensis (Lambe, 1905)
- M. condoni (Leidy, 1870)
- M. equiceps (Cope, 1879)
- M. equinanus (Osborn, 1918)
- M. gemmarosae (Osborn, 1918)
- M. gidleyi (Osborn, 1904)
- M. intermedius (Osborn & Wortman, 1895)
- M. longicristis (Cope, 1878)
- M. obliquidens (Osborn, 1904)
- M. primus (Osborn, 1918)
- M. quartus (Osborn, 1918)